# Model (manhwa)
Model (모델?) è un sunjong manhwa di Lee So Young, edito da Daiwon e pubblicato in Corea del Sud tra il 2000 e il 2002. In Italia è edito da J-Pop.

## Trama
I protagonisti sono Jiye, giovane artista coreana che studia in Europa, e Muriel, un vampiro che finisce a casa sua per via dell'amica Melissa. Affascinata da Muriel, Jiye accetta di trasferirsi nella sua abitazione per studiarne un ritratto, donando in cambio il suo sangue. Qui incontra gli altri personaggi del fumetto: Eva, ex famosissima modella che ha misteriosamente deciso di passare il resto della sua vita come governante del vampiro, e Ken, figlio di Eva e Muriel.
In realtà, si scoprirà in seguito, Ken - che crede che la donna non sia sua madre - è figlio di Eva e Adrian, un fantasma del quale Eva è innamorata. Per questo motivo il tormentato ragazzo non possiede un'anima: egli e la madre condividono un unico spirito e il suo destino è segnato da una morte imminente (condizione che spingerà Eva a chiedere a Muriel di rendere Ken immortale trasformandolo in un vampiro).
Model è un'opera di natura soprattutto introspettiva: se Jiye è una ragazza curiosa e forte (che però dovrà fare i conti con l'amore che prova per Muriel), Ken è un personaggio particolarmente interessante soprattutto per il suo estremo bisogno di avere un padre (che cerca disperatamente nel vampiro). Muriel, invece, è una figura dapprima fredda, ma che rivela gradualmente molti lati della sua umanità (sebbene non sia più un umano) e molte sue debolezze, a dispetto della sua immortalità. Eva, infine, è una donna misteriosa che cela molto dolore e la cui psicologia risulta quindi degna di attenzione.

## Personaggi
Jiye
Giovane artista coreana. Vive e studia in Europa. Si trasferisce a casa di Muriel per realizzare un suo ritratto.
Muriel
Vampiro che vive in una lussuosa abitazione dall'atmosfera gotica. Con lui vivono la domestica Eva e il giovane Ken; i suoi rapporti con loro - e anche le sue intenzioni riguardo a Jiye - emergono gradualmente nel corso dei sette volumi che compongono l'opera.
Eva
Bellissima ex modella che ha lasciato una brillante carriera per trasferirsi a casa di Muriel e diventare la sua domestica.
Ken
Figlio di Eva, nutre apparentemente dei sentimenti di odio nei confronti di Muriel. In realtà, ha sempre cercato in lui la figura di un padre.
Adrian
Fantasma che compare nel quarto volume. Ha avuto una relazione con Eva.

## Edizioni italiane
La prima edizione italiana di Model è del 2003, ad opera di Star Comics che la inserì nella collana Zero, nel tentativo di presentare il fumetto coreano al grande pubblico. La pubblicazione si alternava mensilmente con quella di Priest di Hyung Min Woo, ma entrambe furono interrotte al secondo volume. Nel 2006 l'editore Edizioni BD, sotto l'etichetta J-Pop, ha ripreso la pubblicazione di entrambe le opere in volumi pregiati.

### Volumi
| Nº | Data di prima pubblicazione                             | Data di prima pubblicazione | Data di prima pubblicazione |
| Nº | Italiano                                                | Italiano                    |                             |
| -- | ------------------------------------------------------- | --------------------------- | --------------------------- |
| 1  | 10 novembre 2003 (Star Comics) 22 febbraio 2006 (J-Pop) | ISBN 978-88-89574-41-6      |                             |
| 2  | gennaio 2004 (Star Comics) 15 marzo 2006 (J-Pop)        | ISBN 978-88-89574-47-8      |                             |
| 3  | 17 aprile 2006                                          | ISBN 978-88-89574-51-5      |                             |
| 4  | 11 maggio 2006                                          | ISBN 978-88-89574-74-4      |                             |
| 5  | 13 giugno 2006                                          | ISBN 978-88-89574-75-1      |                             |
| 6  | 29 giugno 2006                                          | ISBN 978-88-89574-92-8      |                             |
| 7  | 1º agosto 2006                                          | ISBN 978-88-89574-93-5      |                             |